# Hydrochlorkautschuk
Hydrochlorkautschuk ist ein Abwandlungsprodukt von Naturkautschuk.

## Herstellung und Eigenschaften
Die Umsetzung von Chlorwasserstoff mit einer Lösung von Naturkautschuk in Benzol oder Chloroform bzw. mit säurestabilisiertem Naturlatex sowie die anschließende Ausfällung mit Alkohol liefert ein weißes Pulver, das Hydrochlorkautschuk genannt wird. Der Chlorgehalt des Pulvers liegt zwischen 28 und 33 Gew.-%, es ist in polaren Lösungsmitteln unlöslich und in einigen Aromaten oder Chlorkohlenwasserstoffen mäßig löslich.

## Handelsname
- Pliofilm (USA)